# Романовский, Геннадий Данилович
Генна́дий Дани́лович Романо́вский (18 [30] июля 1830, Петербург — 22 апреля [5 мая] 1906, там же) — геолог, горный инженер, профессор Горного института, известен своими исследованиями месторождений полезных ископаемых Европейской России и многолетними трудами по изучению геологии и палеонтологии Туркестана, продолжавшимися с 1874 по 1879 годы.

## Биография

### Происхождение
Родился в семье польского дворянина Данилы Константиновича Романовского, доктора Миасского завода и золотых промыслов, входивших в систему Златоустского горного округа.
Принадлежал к многочисленной семье, представители которой были связаны с горным делом; среди его братьев, в частности, Константин Романовский.

### Образование
Окончил Институт Корпуса горных инженеров в 1851 году шестым по списку.

### Деятельность
- В 1851 году получил назначение c чином поручика по «дальнейшему прохождению службы» на каменноугольные разведки в Тульскую губернию и геогностические исследования в Рязанской, Калужской и Московской губерниях. Его увлечение бурением было замечено руководством Горного департамента и совпало с необходимостью активизировать в Центральной России работы по созданию систем устойчивого снабжения губернских и уездных городов питьевой водой.
- В 1851—1853 годах поручик Романовский проводит геологические исследования в Тульской, Рязанской, Калужской и Московской губерниях. В 1853 году он успешно руководил бурением артезианской скважины в Серпухове.
  - Умелое руководство бурением скважины на воду в районе Трехгорной мануфактуры в Москве выдвинуло Геннадия Романовского в ряды новаторов в области горного дела. Прежде всего, он обратил внимание на существенные недостатки конструкции долот, покупаемых за границей. После кратковременного употребления они затуплялись, и для их восстановления приходилось производить дорогостоящую наварку сталью. Горный инженер Романовский нашел достаточно простое и эффективное решение, предложив впервые в России оригинальную конструкцию долота с вставными лезвиями.
  - Еще одной новинкой при осуществлении этой проходки стало усовершенствование способа тампонажа буровых скважин. Использование изобретенного им цементировочного желоночного устройства позволило надежно обеспечить закрепление цементом стенки скважины.
  - Другим примером его новаторского подхода стало бурение в 1859 году машинным способом первой в России скважины вблизи села Ерино возле Подольска (Московская губерния). Здесь для проходки твердых пород ударно-штанговым способом он впервые применил паровой двигатель. Достаточно быстро его пример нашел широкое распространение в России, и Романовского по праву стали считать основателем отечественной школы механического бурения.
  - Успешная работа в Подмосковном регионе получила признание в российском инженерном и научном сообществе, и его избрали членом Императорского минералогического общества.
- В начале 1863 года Геннадий Романовский получил ответственное поручение — приступить к поисковым работам в Поволжье.

По журналу ученого комитета от 23 января сего года капитану Романовскому поручено в нынешнее лето приступить к буровым работам для разведки на каменный уголь на Самарской Луке по Волге, в близком расстоянии от местностей, в которых известно нахождение горной смолы и нефти. А потому ученый комитет положил поручить капитану Романовскому произвести предварительные геологические исследования с тем, чтобы он донес, не сочтет ли нужным приступить к разведочным работам для поисков этих веществ и представил их для химического исследования.
- В 1864 году важной вехой его инженерной биографии стало бурение артезианской скважины в Санкт-Петербурге. Он призывает к необходимости критического пересмотра технологии изготовления буровых деревянных штанг по методу французского инженера Кинда и выступает активным пропагандистом развития новых методов и передовой техники бурения в России.
- В 1865 году «по Высочайшему повелению» Геннадий Романовский первым из русских специалистов был направлен в десятимесячную командировку за границу, в том числе и для «изучения геологического характера месторождений нефти, способов их разведки и добычи». Для него далекий путь в Северо-Американские Соединенные Штаты вначале пролег через ведущие державы Старого Света — Францию и Великобританию.
  - Горный инженер Романовский во время своего пребывания во Франции тщательно собрал все имевшиеся сведения по технике и технологии бурения, стараясь не упустить даже мелочей. Впоследствии это ему во многом помогло при работе над новым буровым инструментом.
  - В Северной Америке подполковник Романовский побывал на нефтяных месторождениях Пенсильвании. Результаты своей командировки Геннадий Романовский подробно изложил в «Рапорт Горному департаменту подполковника Романовского о буровых работах в Европе и об осветительных материалах». На основе глубокого анализа он описал состояние нефтяного дела в США, обозначил перспективы и направления дальнейшего развития геологии нефти и совершенствования буровой техники, дал некоторые практические рекомендации для отечественных специалистов.
- В 1866 году был получен приказ директора Горного департамента о повторной командировке в Поволжье. Предстояло завершить работы, начатые в 1863 году.
- В 1868 году Романовский первым в России сделал прогноз о перспективности на нефть Волго-Уральской провинции, получившей в 30-е годы XX века звучное название «Второе Баку».
- В 1867—1871 годах деятельность горного инженера Романовского была связана с изучением Крыма и Кубани.
- В 1871 году статский советник Геннадий Романовский получил предложение от директора Санкт-Петербургского горного института академика Григория Гельмерсена приступить к преподаванию курса горного искусства.
- В 1872 году Романовскому был «всемилостивейше пожалован бриллиантовый перстень за успешность проектированных им водопроводных работ в имении её императорского величества в Ливадии».
- В начале 1875 года по приглашению генерал-губернатора Кауфмана К. П. статский советник Романовский, «променял спокойное кресло профессора на трудные, полные лишения путещшествия по дким, в то время едва доступным и далеконебезопасным дебрям Туркестана», приехал в Ташкент.

Портрет Романовского Г. Д.

- В 1879 году, после возвращения из четырехлетней Туркестанской экспедиции, профессор Романовский возобновил чтение курса горного искусства. Вскоре его избирают членом Горного ученого комитета.
- 20 апреля 1880 года в институт пришло известие, что император Александр II «об отлично-усердной службе и особых трудах соизволил пожаловать чином действительного статского советника» профессора Романовского. В генеральском звании Геннадий Романовский отправился в командировку в Екатеринославскую губернию, на обширной территории которой ускоренными темпами создавался южный горно-металлургический район Российской империи.
- В 1881 году за геологические исследования Туркестанского края горный инженер Геннадий Романовский был удостоен высшей награды Императорского русского географического общества — Константиновской медали.
- В 1884 году в знак признания заслуг перед отечественной геологией профессора Романовского избирают почетным членом Императорского минералогического общества. В начале этого же года император Александр III пожаловал его чином тайного советника.
- 2 апреля 1895 года стал полным кавалером ордена Св. Анны, одного из самых значимых орденов Российской империи, девизом которого было «Любящим Правду, Благочестие, Верность».
- Летом 1901 года в Санкт-Петербурге широко праздновалось 50-летие деятельности в горном деле тайного советника Геннадия Романовского. В «Горном журнале» была помещена статья об этом событии и особо выделены слова юбиляра о его заветной мечте — «производстве разведок глубоким бурением на нефть в бассейне реки Ухты, Архангельской губернии и в Ферганской долине, где источники нефти могут оказаться столь же обильными, как и на Кавказе».
- 24 декабря 1902 года министр земледелия и государственных имуществ Алексей Ермолов утвердил положение о премии профессора Горного института, тайного советника Г. Д. Романовского «за лучшую работу по геологии, горному мастерству и минералогии». Достаточно быстро эта премия получила признание в инженерном сообществе и стала одной из престижных наград для российских горных инженеров. До последних дней Геннадий Романовский активно работал, своим примером вновь и вновь опровергая утверждения скептиков о возрастном пределе творческих возможностей человека.
- В 1904 году командирован в Польшу, «в Домбровский каменноугольный бассейн, для разрешения вопросов, касавшихся замены практикующейся там разработки медных пластов с обрушением кровли разработкой с закладкой пустой породой. Вернувшись из командировки 19 декабря 1904 года, он почувствовал сильные боли в спине, происшедшие от падения.»
- В марте 1905 года болезнь его усилилась, осложнившись в раковое воспаление.

22 апреля (5 мая по новому стилю) 1906 года после тяжелой болезни он ушел из жизни и был похоронен на «горном» участке Смоленского православного кладбища в Санкт-Петербурге.

## Награды
- орден Св. Станислава 3-й ст. (18??);
- орден Св. Владимира 2-й ст. (18??);
- орден Св. Анны 1-й ст. (1895).

## Научные труды
- Труды Романовского (около 150 публикаций) помещены по преимуществу в «Горном Журнале» и «Записках Минералогического Общества», с начала 50-х гг.

Главнейшие из них:
- «Общий геогностический обзор почвы в Московском, Серпуховском и Подольском уездах», «Горный Журнал», 1856,
- «Геогностический обзор южной части Рязанской губернии» (ib., 1857),
- «О некоторых способах и инструментах, употребляющихся при бурении шахт и скважин большого диаметра», «Горный Журнал», № 4, стр. 3, 1862,
- «Замечания о верхней девонской формации Подмосковного бассейна» (ib., 1864),
- О подъеме бурового снаряда из Петербургской скважины, «Горный Журнал», ч. II, кн. IV, 1864,
- О замене шурфования золотоносных россыпей буровыми скважинами, «Горный Журнал», ч. II, кн. IV, 397, 1864,
- «О горном масле вообще и североамериканском петроле в особенности с описанием геологических условий его нахождения, способов добычи и очищения», «Горный Журнал», № 2, 3 за 1866,
- Самоповоротный свободно падающий буровой инструмент, «Горный Журнал» № 3, 1866,
- Рапорт Горному департаменту подполковника Романовского о буровых работах в Европе и об осветительных материалах, «Горный Журнал», № 4, 1866,
- «Геологический очерк Таврической губернии» (ib., 1867),
- О самарских нефтяных источниках, каменно-угольной почве Стерлитамакского уезда и о некоторых новых открытиях в северо-восточной части Оренбургского края, «Горный Журнал», ч. III, 1868,
- Кавказская нефть как будущий источник значительного государственного дохода, «Горный Журнал», № 5, 1869,
- Извлечение из рапорта о ходе работ на скважине в с. Айбары. «Горный Журнал», № 5, 1871,
- «Геологический и палеонтологический обзор северо-западного Тянь-Шаня и юго-восточной части Туранской низменности» , 1877,
- «О характере месторождений железных руд западной части Донецкого бассейна» (ib., 1882),
- «Замечания о рудных месторождениях южной части Таганрогского округа» (ib., 1895),
- «О нуммулитовом ярусе Крымских гор» («Записки Имп. Минералогического Общ.», 2-я сер., т. 1),
- «О новом роде Spirfer из горного известняка» (т. 8),
- «Ферганский ярус меловой почвы» (ib.) и капитальное сочинение: «Материалы для геологии Туркестанского края» (в 3 ч., вышедшее отдельно).